# Peacock Records
Peacock Records fue un sello discográfico estadounidense, fundado en 1949 por Don Robey en Houston, Texas.

## Historia
En 1953 el sello publicó uno de sus sencillos más exitosos, "Hound Dog" de Big Mama Thornton. Otros artistas importantes de rhythm and blues que grabaron para Peacock durante sus primeros años fueron Marie Adams, James Booker, Clarence "Gatemouth" Brown, Little Richard, Memphis Slim y el ex cantante de góspel Jackie Verdell. El sello también incursionó en el jazz, lanzando álbumes de la vocalista Betty Carter y el saxofonista Sonny Criss. En 1952, Robey obtuvo el control del sello Duke Records de Memphis, Tennessee. Se formó Duke/Peacock Records.
A principios de la década de 1960, Peacock lanzó solo música góspel, emitiendo sencillos y álbumes de algunos de los artistas de este género más famosos de Estados Unidos, incluidos The Dixie Hummingbirds, The Mighty Clouds of Joy, The Five Blind Boys of Mississippi, Reverend Cleophus Robinson., The Sensational Nightingales, The Gospelaires of Dayton, The Pilgrim Jubilee Singers o The Loving Sisters.
En 1963, la compañía lanzó el sello subsidiario de góspel Song Bird Records, que incluía entre sus artistas a Inez Andrews. A finales de la década de 1960, Peacock nuevamente comenzó a publicar sencillos de soul secular de artistas como Jackie Verdell, Inspirations, Little Frankie Lee, Al 'TNT' Bragg y Bud Harper.
La familia de sellos Duke/Peacock (que también incluía a Back Beat y Sure Shot) se vendió a ABC Dunhill Records el 23 de mayo de 1973. El fundador del sello, Don Robey, permaneció en ABC como consultor hasta su muerte en 1975. El nombre del sello se cambió a ABC/Peacock en 1974.
Tras la venta de ABC a MCA Records en 1979, MCA operó brevemente un sello bajo el nombre de MCA / Songbird con nuevos fichajes, incluidos Little Anthony (de Little Anthony and the Imperials ) y Dan Peek (anteriormente del grupo America). A finales de la década de 1990, MCA revivió brevemente el nombre de Peacock para una serie de reediciones de CD ("Peacock Gospel Classics"). Desde 2003, los catálogos de Peacock y Song Bird están controlados por la unidad Geffen Records de Universal Music Group.